# Дача Безбородко
Дача Безбородко (усадьба Кушелева-Безбородко, «Кушелева дача») — старинная усадьба и парковый ансамбль в Санкт-Петербурге на правом берегу Невы по адресу Свердловская набережная (Полюстровская набережная), 40. Усадьба знаменита скульптурами львов, размещёнными перед фасадом главного здания.

## История

### Период до основания Санкт-Петербурга
На землях, где позднее появилась усадьба Кушелева-Безбородко, ещё в конце XVII века находились сады и загородный дом коменданта шведской крепости Ниеншанц, расположенной неподалёку на Охтинском мысу. В ходе Северной войны в 1703 году крепость была захвачена русскими войсками. Позднее Пётр I подарил её своей второй супруге Екатерине I. По легенде, название для данного района, Палюстрово (от лат. paluster — болотистый) придумал сам царь. Позднее название стали писать как Полюстрово.

### Строительство усадьбы Теплова

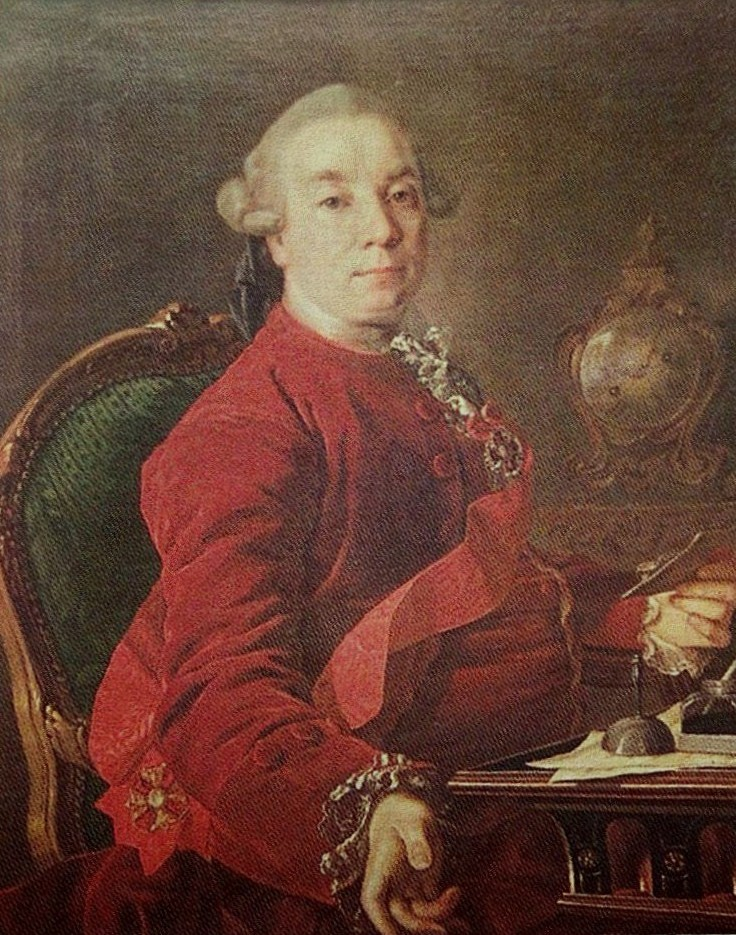
Портрет Григория Теплова

Местные источники ценились в качестве целебных. Так как в XVIII веке определённую моду среди русской знати приобрели поездки за рубеж на лечебные воды, то действительный тайный советник и сенатор Григорий Теплов решил сэкономить, и вместо заграницы около 1770 года отправился на окраину города в Палюстрово. Местность на берегу Невы ему понравилась, и он задумал построить здесь загородный дом. С разрешения императрицы Екатерины II Теплов стал владельцем мызы Полюстрово.
В 1773—1777 годах по проекту архитектора Василия Баженова фасадом к Неве был построен особняк в готическом стиле. Рядом появились оранжереи и сад. Считается, что прежние коммуникации (дороги, дренажные канавы, водостоки, колодцы и пр.), сохранившиеся со времён шведского владычества в Ингерманландии, прекрасно сохранились, и строители усадьбы умело воспользовались ими.
Позднее Теплов уверял, что здоровье своё местной водой он не только не поправил, а даже чуть не отравился ею.

### Дача Безбородко — перестройка Джакомо Кваренги
После смерти сенатора его сын Алексей Теплов, который очень нуждался в деньгах, продал усадьбу. Новым владельцем стал могущественный екатерининский вельможа и канцлер империи Александр Безбородко. Он заплатил Теплову огромные по тем временам деньги — 22 500 рублей.

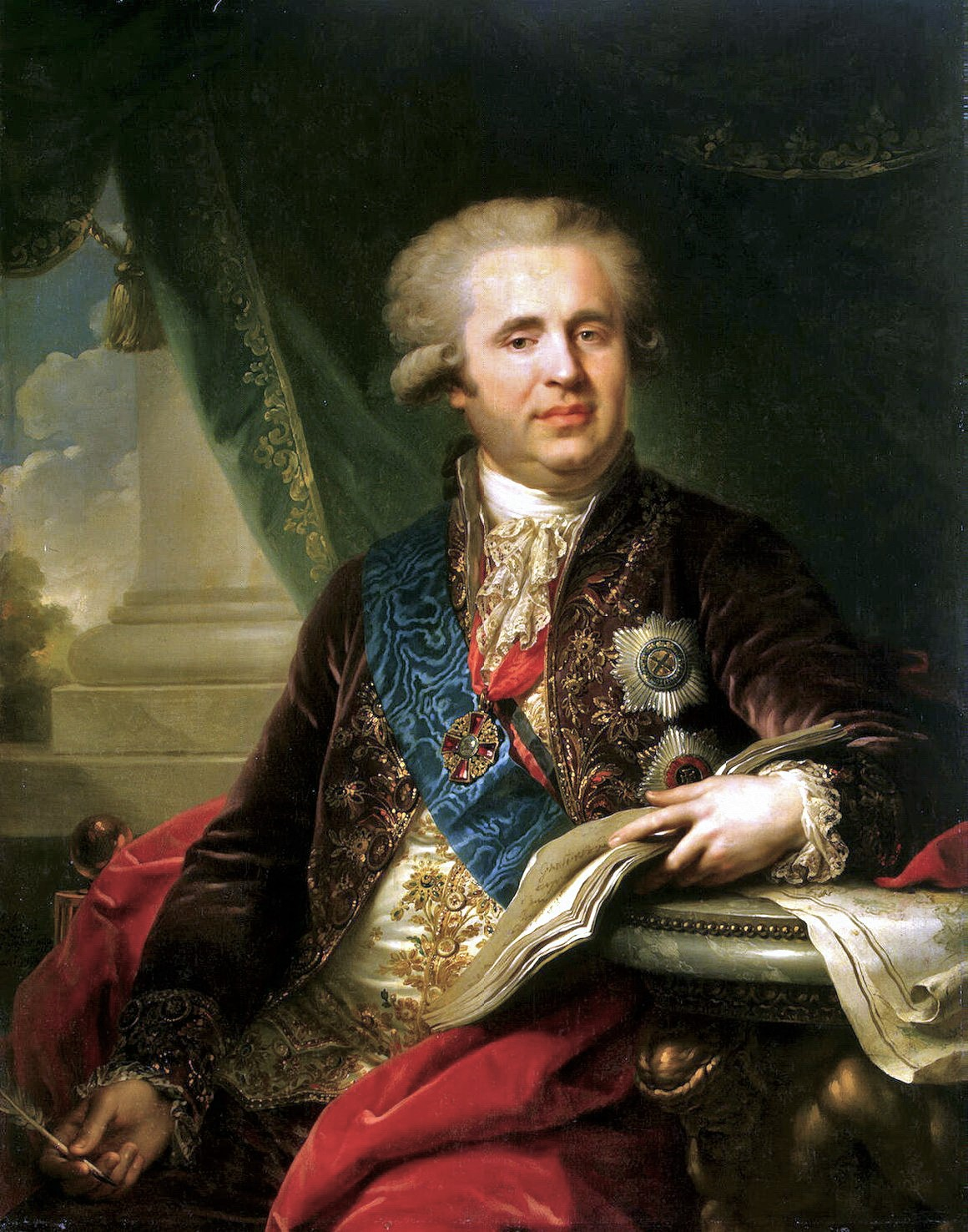
Портрет Александра Безбородко

На месте прежнего дома по проекту архитектора Джакомо Кваренги был возведен новый особняк. Правда, по ряду сведений проект подготовил не итальянец, а русский архитектор Николай Львов. Здание по-прежнему главным фасадом было обращено к Неве, но теперь это была резиденция в стиле классицизма. От главного корпуса к двум боковым флигелям вели полукругом колоннады.

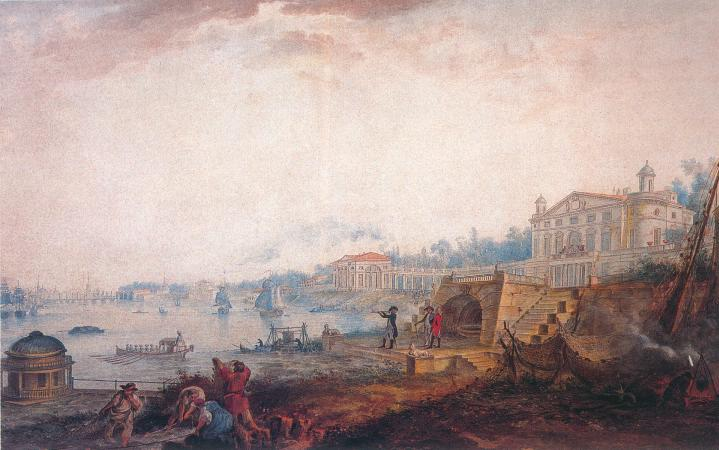
Дача И. А. Безбородко в Полюстрово. Акварель Г. С. Сергеева. 1800 г

Позднее их перестроили в закрытые галереи, а образовавшийся парадный двор отделили от дороги, идущей вдоль Невы, необычной оградой: между фасадами флигелей разместили скульптуры двадцати девяти сидящих львов. Пасти хищников поддерживали толстые цепи. Это решение казалось уникальным. Со временем усадьбу стали так и называть «Дом со львами».
Непосредственно на берегу Невы соорудили каменную пристань. По краям установили скульптуры сфинксов.
Александр Безбородко много сделал для окрестных земель. Он переселял сюда своих крестьян из других имений и стимулировал развитие сельского хозяйства, мастерских и рыбных промыслов.

### Усадьба в XIX веке
После смерти Александра Безбородко поместье перешло его племяннице, дочери младшего брата Ильи Безбородко, княгине Клеопатре Лобановой-Ростовской. Она, в свою очередь, воспитывала сына старшей сестры Любови Кушелевой, племянника Александра Кушелева.
Ввиду угасания мужской линии рода Безбородко в 1816 году своим указом Александр I разрешил Александру Кушелеву добавить к своей фамилии фамилию Безбородко. Он и стал владельцем усадьбы, которая стала называться дачей Кушелева-Безбородко. Однако за усадьбой в итоге закрепилось название «Кушелева дача».

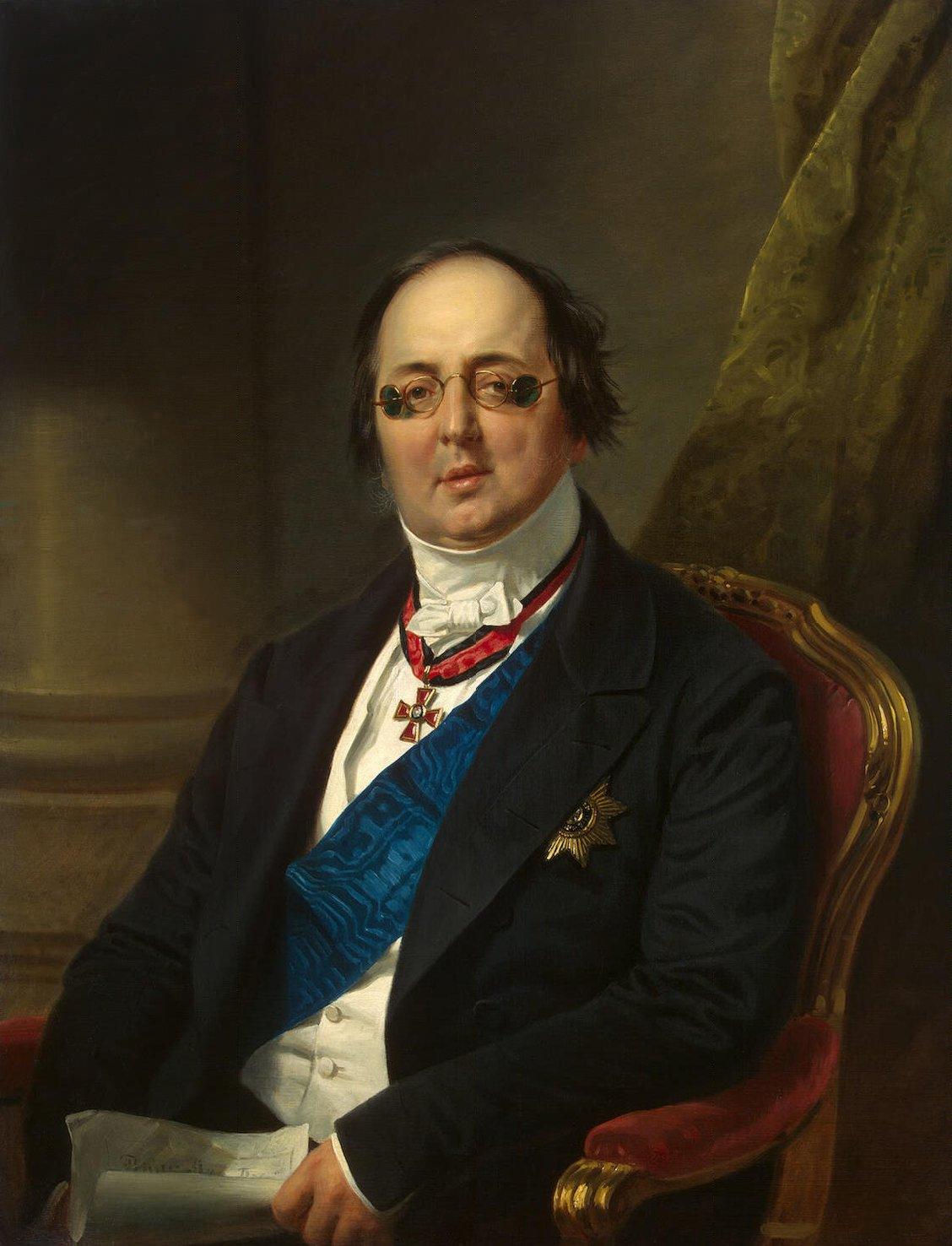
Портрет Александра Кушелева-Безбородко

В середине XIX века усадьба становится модным лечебным курортом. Специально приглашённые авторитетные медики дали положительный отзывы о качестве полюстровской воды.
Аптекарь Фишер арендовал в этих местах участок земли и построил целый курортный городок. Летом здесь кипела жизнь. К услугам курортников имелись деревянные домики, ресторан и купальни. Стакан полюстровской воды стоил в то время одну копейку. Во второй половине XIX века деревня Полюстрово начала активно застраиваться дачами. Здесь бывали композитор Михаил Глинка, художник Карл Брюллов, поэт и драматург Нестор Кукольник и многие другие представители культурной богемы Санкт-Петербурга.
В 1855 году после смерти Александра Кушелева-Безбородко усадьба переходит его сыну Григорию. Этот человек всерьёз увлекался литературой — в частности, стал издателем журналов «Русское слово» и «Шахматный листок». В 1858 году он убедил приехать в Россию автора «Трёх мушкетёров» Александра Дюма-старшего. На время пребывания в Санкт-Петербурге знаменитый писатель поселился на Кушелевой даче.
«Передо мной открылся чудесный вид — к реке от набережной спускаются большие гранитные лестницы, над которыми воздвигнут шест футов пятьдесят высотой. На вершине шеста развевается знамя с графским гербом. Это — пристань графа, куда ступила Великая Екатерина, когда оказала милость Безбородко и приняла участие в празднике, устроенном в ее честь».

Александр Дюма о виде, открывающемся с балкона 
В гостях у Григория Кушелева-Безбородко бывали Иван Гончаров, Апполон Майков и Алексей Писемский.
В 1868 году в результате пожара значительная часть курорта сгорела. Спустя некоторое время умер граф Кушелев-Безбородко. Наследников он не оставил, и имение перешло к его сестре Любови Мусиной-Пушкиной. Новая владелица в 1873 году разделила усадьбу на несколько частей и продала их новым собственникам. В итоге совсем рядом вскоре появился пивной завод «Новая Бавария» (в настоящее время ЗАО «Игристые вина»). Очень скоро бывшие дачные пасторали сменились фабричными предприятиями. Но уникальная резиденция сохранила свой облик.

### Елизаветинская община
В 1896 году особняк «Кушелева дача» и часть оставшегося парка перешли в собственность Общества Красного Креста. В бывшей дворянской усадьбе разместилась Елизаветинская община сестёр милосердия, получившая свое название в честь основательницы — великой княгини Елизаветы Феодоровны. Началась реконструкция зданий под новые нужды. В парке возвели кирпичные больничные корпуса, а в центральном здании бывшей усадьбы устроили квартиры для сотрудников, аптеку и амбулаторию. В 1901 году по проекту архитектора Александра Кащенко была построена церковь Святого Пантелеймона-целителя.
До начала XX века в парке находились аллея скульптур, искусственные руины, грот и статуя Екатерины II.

### Советское время

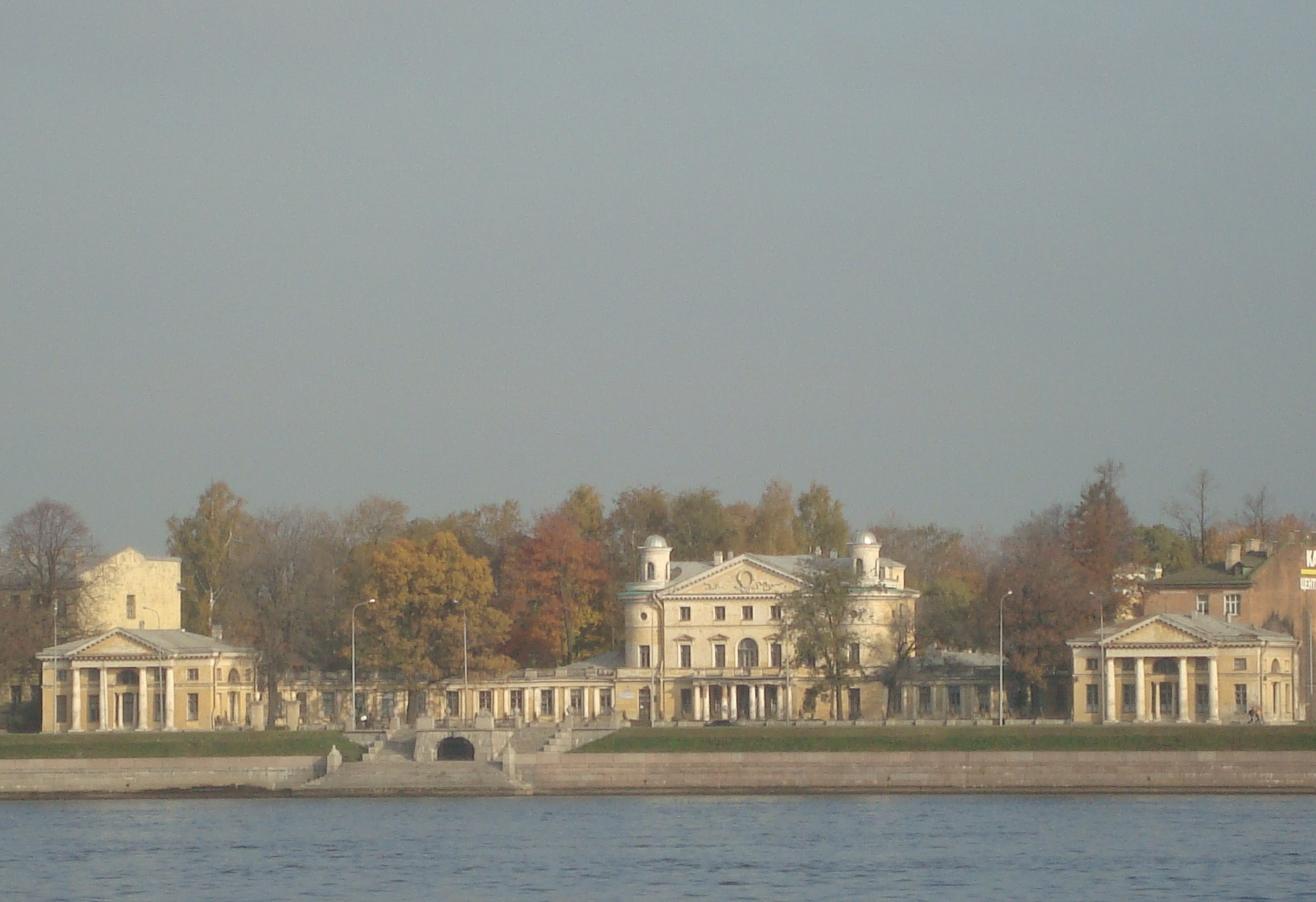
Вид усадьбы со стороны Невы

После прихода к власти большевиков церковь была закрыта в 1923 году, в особняке разместилась инфекционная больница им. Карла Либкнехта. Дачу Безбородко реставрировали в 1960—1962 году, проект возглавил архитектор В. С. Шерстнёв. После восстановления в особняке открыли туберкулёзный диспансер. Лечебное учреждение занимало здание десятилетиями и съехало только в 2017 году.
В 1959—1960 годах при строительстве Свердловской набережной была произведена реставрация пристани по проекту архитектора А. Л. Ротача. Пристань вновь украсили фигурами четырех сфинксов из серого гранита — моделью послужили сфинксы у Строгановского дворца (Невский пр.,17).

## Современное состояние
В 2011 году Смольный заключил инвестдоговор с ООО «Монолит» на реконструкцию здания и до 2016 года шло утверждение проектов с КГИОП. В 2017 году компания «Монолит» начала реконструкцию усадьбы. Инвестор обещает восстановить не только здание, но и парк. Объём вложений оценивается в 500 миллионов рублей. Церковь Пантелеимона Целителя открылась после реставрации в 2018 году. В 2020 году было объявлено, что дачу Безбородко превратят в культурно-деловой центр.
На 2022 год запланировано уточнение границ территории, инициированное ООО «Новый квартал», связанное с планами построить пятиэтажный «корпус общественного питания» к западу от Полюстровского пруда. Предположительно, планирующее застройку ООО «Бизнес-парк „Полюстрово“» аффилировано с «Новым кварталом» (который на 2021 год находится в стадии ликвидации) и предпринимателем Игорем Водопьяновым. Предприниматель настаивает, что в ЕГРН отсутствуют сведения о точных границах объекта культурного наследия.

## В массовой культуре
- 1973. Ограда со львами дачи Безбородко появляется в одном из эпизодов фильма «Невероятные приключения итальянцев в России» (по сюжету герои ищут сокровища, зарытые подо львом).